# Битка при Миреслеу
Битката при Миреслеу е част от Дългата война. Провежда се на 18 септември 1600 г. между влашките войски на Михай Витязул, подкрепени от унгарските секеи, полски наемници и казаци от една страна, и войските на италианския генерал на австрийска служба граф Джорджо Баста заедно с унгарски аристократи от друга страна. Завършва с победа за Хабсбургската монархия.

## Предисторията на конфликта
На 18 октомври 1599 г. Михай Витязул побеждава в битката при Шелимбър и е коронован за княз на Трансилвания. Желанието на австрийския император Рудолф II е той да управлява съвместно с Джорджо Баста, но Витязул няма такова намерение. През 1600 г. унгарската аристокрация възнегодува и събира войски, към които се присъединяват и силите на Баста.

## Битката
Власите са се укрепили при село Миреслеу и наброяват около 22 000 души. Срещу тях Джорджо Баста разполага с 30 000 войници. Витязул започва битката с обстрел от хълмовете и в началото унгарците губят много ранени и убити, което подвежда Витязул, че ще удържи лесна победа. Но Баста използва хитрост и успява да го принуди да напусне позициите си и да се впусне в преследване на уж отстъпващите австрийци. След като Михай повежда бойците си след „страхливите псета“, Баста пуска в боя тежката си конница и помита влашките сили. В паниката, която последва, първи казашките наемници се разбягват като много от тях се удавят в близката река. В центъра на сражението отчаяна съпротива оказва българинът Баба Новак, но воинските му умения и храброст не са достатъчни да обърнат хода на битката. В резултат власите губят повече от 5000 убити и голям брой пленници, загубите за войските на Баста са 1000 убити.
След този разгром Витязул загубва властта си в Трансилвания и бяга в Прага, където моли за подкрепа Рудолф II. На следващата година той се връща с нова войска и побеждава Сигимунд Батори при Горозло, но само няколко дни по-късно е убит по заповед на хабсбургския пълководец Георг Баста.